# رود هاكني
رود هاكني (بالإنجليزية: Rod Hackney)‏ هو مهندس معماري بريطاني، ولد في 3 مارس 1942 في ليفربول في المملكة المتحدة.

## وصلات خارجية
- الموقع الرسمي